# Etty Eriksson
Etty Daily Junis Aurora Eriksson, född 8 mars 1897 i Nässjö, död 18 augusti 1990 i Ängelholm, var en svensk barnavårdsman och politiker (socialdemokrat).
Eriksson var ledamot av riksdagens andra kammare från 1953, invald i Kristianstads läns valkrets. Hon är begravd på Ängelholms kyrkogård.